# Agrostis barbuligera
Agrostis barbuligera är en gräsart som beskrevs av Otto Stapf. Agrostis barbuligera ingår i släktet ven, och familjen gräs. Inga underarter finns listade i Catalogue of Life.